# Milichiella concavum
Milichiella concavum, alternativt Milichiella concava, är en tvåvingeart som först beskrevs av Theodor Becker 1907.
Milichiella concavum ingår i släktet Milichiella och familjen sprickflugor.

## Utbredning
Artens kända utbredningsområde är Chile, Sydamerika.